# ART Engineering
ART Engineering GmbH – założone w 2003 roku niemieckie przedsiębiorstwo zajmujące się m.in. projektowaniem i budową urządzeń rozrywkowych oraz kolejek górskich.

## Oferta
W 2025 roku firma ART Engineering posiadała w ofercie następujące modele kolejek górskich:
| Nazwa                       | Rodzaj      | Pierwsza instalacja                 | Pierwsza instalacja | Pierwsza instalacja | Pierwsza instalacja | Liczba Instalacji |
| --------------------------- | ----------- | ----------------------------------- | ------------------- | ------------------- | ------------------- | ----------------- |
| Family Coaster              | rodzinne    | Bombora                             | Stany Zjednoczone   | Lagoon              | 2011                | 4                 |
| Interactive Coaster         | rodzinne    | Wonder Mountain's Guardian          | Kanada              | Canada’s Wonderland | 2014                | 2                 |
| Kiddie Coaster              | rodzinne    | Ba-a-a-Express                      | Niemcy              | Europa-Park         | 2016                | 2                 |
| Family Launch Coaster       | rodzinne    | Fridolin's Verrückter Zauberexpress | Austria             | Fantasiana          | 2021                | 5                 |
| Family Spike Launch Coaster | rodzinne    | Braus & Saus                        | Niemcy              | Potts Park          | 2025                | 1                 |
| Mega Coaster                | ekstremalne | Cannibal                            | Stany Zjednoczone   | Lagoon              | 2015                | 1                 |

Ponadto ART Engineering oferuje karuzele, atrakcje w pomieszczeniach (typu dark ride), a także usługi związane z tworzeniem instalacji artystycznych na dużą skalę.

## Zaprojektowane kolejki górskie
Do 2025 roku firma ART Engineering zaprojektowała 18 kolejek górskich:
| Nazwa                               | Model                          | Park              | Park                         | Rok  | Status    |
| ----------------------------------- | ------------------------------ | ----------------- | ---------------------------- | ---- | --------- |
| Bombora                             | Family Coaster                 | Stany Zjednoczone | Lagoon                       | 2011 | działa    |
| Wonder Mountain's Guardian          | Interactive Coaster / 305 m    | Kanada            | Canada’s Wonderland          | 2014 | działa    |
| Cannibal                            | Mega Coaster / 841 m           | Stany Zjednoczone | Lagoon                       | 2015 | działa    |
| Ba-a-a-Express                      | Kiddie Coaster                 | Niemcy            | Europa-Park                  | 2016 | działa    |
| Шахта 1771                          | Family Coaster / 200 m         | Ukraina           | Дримвуд                      | 2018 | działa    |
| DUPLO Dino Coaster                  | Kiddie Coaster                 | Wielka Brytania   | Legoland Windsor             | 2020 | działa    |
| Noisette Express                    | Family Coaster / 220 m         | Francja           | Nigloland                    | 2020 | działa    |
| Fridolin's Verrückter Zauberexpress | Family Launch Coaster / 245 m  | Austria           | Fantasiana                   | 2021 | działa    |
| Snoopy's Racing Railway             | Family Launch Coaster / 245 m  | Kanada            | Canada’s Wonderland          | 2023 | działa    |
| Primordial                          | Interactive Coaster / 605 m    | Stany Zjednoczone | Lagoon                       | 2023 | działa    |
| Wichtelexpress                      | Family Coaster / 210 m         | Niemcy            | Traumland auf der Bärenhöhle | 2024 | działa    |
| Snoopy's Racing Railway             | Family Launch Coaster / 245 m  | Stany Zjednoczone | Carowinds                    | 2025 | w budowie |
| Braus & Saus                        | Family Spike Launch Coaster    | Niemcy            | Potts Park                   | 2025 | w budowie |
| ?                                   | Family Launch Coaster / 245 m  | Niemcy            | Holland-Park                 | 2026 | w budowie |
| Bibi and Tina                       | Family Launch Coaster / Custom | Niemcy            | Bibi & Tina Freizeitpark     | 2026 | w budowie |
| ?                                   | ?                              | Niemcy            | Tier- und Freizeitpark Thüle | 2026 | w budowie |
| ?                                   | ?                              | Stany Zjednoczone | Legoland Florida             | 2026 | w budowie |
| ?                                   | ?                              | Stany Zjednoczone | Legoland California          | 2026 | w budowie |